# Departament de Jinotega
El Departament de Jinotega és un departament de Nicaragua. La seva capital és Jinotega. És el segon departament més gran del país. Limita al nord amb Hondures, al sud amb el departament de Matagalpa a l'est amb la Regió Autònoma de l'Atlàntic Nord i a l'est amb els departaments d'Estelí, Madriz, i Nueva Segovia.

## Municipis
1. El Cuá
2. Jinotega
3. La Concordia
4. San José de Bocay
5. San Rafael del Norte
6. San Sebastián de Yalí
7. Santa María de Pantasma
8. Wiwilí